# Sebastiano Bianchetti
Sebastiano Bianchetti (* 20. Januar 1996 in Contigliano) ist ein italienischer Leichtathlet, der sich auf das Kugelstoßen spezialisiert hat.

## Sportliche Laufbahn
Erste internationale Erfahrungen sammelte Sebastiano Bianchetti 2013 bei den Jugendweltmeisterschaften in Donezk, bei denen er im Finale keinen gültigen Versuch zustande brachte, wie auch bei den Juniorenweltmeisterschaften im Jahr darauf in Eugene, bei denen ihm das in der Qualifikation nicht gelang. 2015 gewann er bei den Junioreneuropameisterschaften in Eskilstuna mit einer Weite von 20,71 m mit der 6-kg-Kugel die Bronzemedaille und schied im Diskuswurf mit 54,23 m in der Qualifikation aus. Im Jahr darauf gewann er bei den U23-Mittelmeermeisterschaften in Tunis mit 18,77 m die Silbermedaille hinter dem Ägypter Mohamed Magdi Hamza und qualifizierte sich zudem für die Europameisterschaften in Amsterdam, bei denen er mit 18,56 m aber nicht bis in das Finale kam. 2017 gewann er bei den U23-Europameisterschaften in Bydgoszcz mit 19,69 m die Bronzemedaille und 2018 gewann er bei den U23-Mittelmeermeisterschaften in Jesolo mit 19,31 m erneut die Silbermedaille, diesmal hinter Landsmann Leonardo Fabbri. Anschließend nahm er an den Mittelmeerspielen in Tarragona teil und wurde dort mit einem Stoß auf 19,71 m Vierter. 2019 belegte er bei der Sommer-Universiade in Neapel mit 19,81 m den fünften Platz. 2022 gelangte er bei den Mittelmeerspielen in Oran mit 20,03 m auf Rang sechs.
In den Jahren von 2016 bis 2018 wurde Bianchetti italienischer Meister im Kugelstoßen im Freien sowie 2017 auch in der Halle.

## Persönliche Bestweiten
- Kugelstoßen: 20,17 m, 21. Juni 2019 in Conegliano
  - Kugelstoßen (Halle): 19,73 m, 27. Februar 2022 in Ancona